# Nikołaj Polikarpow
Nikołaj Nikołajewicz Polikarpow (ros. Николай Николаевич Поликарпов, ur. 28 maja?/9 czerwca 1892 w Orle, zm. 30 lipca 1944 w Moskwie) – radziecki konstruktor lotniczy zwany „królem myśliwców”, Bohater Pracy Socjalistycznej (1940).

## Życiorys
W 1911 roku rozpoczął studia na Wydziale Mechanicznym Politechniki w Petersburgu. Wkrótce potem podjął pracę w zakładach lotniczych RBWZ, gdzie był współpracownikiem Igora Sikorskiego, pod którego kierunkiem pracował przede wszystkim przy opracowywaniu olbrzymiego bombowca Ilja Muromiec. W 1918 został kierownikiem technicznym Zakładów Lotniczych Nr 1, gdzie zorganizował między innymi licencyjną produkcję francuskich myśliwców SPAD VII.
W 1924 opracował projekt pierwszego własnego myśliwca – nowatorskiego dolnopłata I-1 z silnikiem rzędowym, który pomyślnie oblatano, ale ostatecznie nie rozpoczęto jego produkcji seryjnej. Dwa lata później Polikarpowa mianowano kierownikiem Oddziału Konstrukcji Samolotów Lądowych w Zakładzie Nr 25. Tam pod jego kierunkiem zaprojektowano i skonstruowano dwupłatowe myśliwce DI-1 i DI-2 (dwumiejscowe) oraz I-3 i I-6 (jednomiejscowe). Tam też w latach 1926–1928 powstał samolot wielozadaniowy U-2, przemianowany później na Po-2 od nazwiska Polikarpowa, światowy rekordzista pod względem ilości wyprodukowanych egzemplarzy oraz łącznego czasu ich wykorzystywania.
Następnymi udanymi konstrukcjami Polikarpowa były myśliwiec I-5 z silnikiem gwiazdowym oraz rozpoznawczo-szturmowy R-5.
Podczas stalinowskich czystek w październiku 1929 aresztowano go i skazano na karę śmierci. Po dwóch latach oczekiwania na wykonanie wyroku przeniesiono go do pracy w specjalnym biurze konstrukcyjnym OGPU, a wyrok złagodzono do 10 lat przymusowej pracy, jednak dzięki doskonałym wynikom nowych konstrukcji Polikarpowa złagodzono go jeszcze bardziej, zamieniając na wyrok w zawieszeniu. W lipcu 1931 Polikarpowa objęła amnestia. Stalin, będąc zadowolonym z jego projektów, zezwolił mu na założenie własnego biura konstrukcyjnego.
W latach 1933–1938 Polikarpow był kierownikiem Doświadczalnego Biura Konstrukcyjnego (OKB). Początkowo mieściło się przy zakładzie Nr 156, a następnie Nr 1 w Moskwie. W biurze tym powstały dwupłatowe myśliwce I-15, I-15bis i I-153 oraz dolnopłatowe I-16, I-17 i I-800. Prawie wszystkie produkowane w ZSRR w latach 30. myśliwce pochodziły z biura Polikarpowa, który z tego powodu nazywany był „królem myśliwców”. Spośród nich, I-15bis i I-16 w połowie lat 30. nie ustępowały konstrukcjom zagranicznym lub je przewyższały. Aż do 1940 roku pozostawały podstawowymi samolotami myśliwskimi ZSRR.
W 1940 Polikarpow skonstruował myśliwiec I-185 przewyższający maksymalną prędkością wszystkie ówczesne samoloty niemieckie. Nie skierowano go jednak do produkcji seryjnej. W 1939 roku rozpoczął też prace nad myśliwcem I-200 (późniejszy MiG-1).
W 1937 został deputowanym do Rady Najwyższej ZSRR 1 kadencji. W październiku 1939 Polikarpow został wysłany przez władze w składzie delegacji zwiedzającej niemieckie fabryki zbrojeniowe. W tym okresie jednak Polikarpow popadł w niełaskę władz państwa i został odsunięty na boczny tor, co było spowodowane m.in. problemami z rozwojem myśliwca I-180. W czerwcu 1940 usunięto go ze stanowiska głównego konstruktora zakładu nr 1 i powierzono mu mały doświadczalny zakład nr 51. Mimo to, otrzymał w tym roku tytuł doktora nauk technicznych honoris causa.
W OKB Polikarpowa pod koniec lat 30. pracowali konstruktorzy Artiom Mikojan i Michaił Guriewicz, którzy na przełomie 1939 i 1940 roku przejęli kontynuowanie prac nad I-200 (późniejszy MiG-1) i którzy utworzyli następnie biuro konstrukcyjne MiG, przyćmiewając go sławą. Tuż przed śmiercią, w 1943 Polikarpow otrzymał profesurę na Moskiewskim Instytucie Lotniczym. Zmarł 30 lipca 1944 na raka żołądka. Pochowany został na Cmentarzu Nowodziewiczym w Moskwie.
Uchwałą Prezydium Rady Najwyższej ZSRR z 28 października 1940 otrzymał tytuł Bohatera Pracy Socjalistycznej. Dwukrotnie, w 1941 i 1943, otrzymał Nagrodę Stalinowską. Dwukrotnie również (w 1935 i 1940) otrzymał Order Lenina.
Pomimo swojej pozycji w komunistycznym ZSRR, Polikarpow otwarcie praktykował prawosławie.